# Coryphaenoides altipennis
Coryphaenoides altipennis is een straalvinnige vissensoort uit de familie van de rattenstaarten (Macrouridae). De wetenschappelijke naam van de soort is voor het eerst geldig gepubliceerd in 1877 door Günther.